# TLC: Tables, Ladders and Chairs (2015)
Cet article concerne l'édition 2015 du pay-per-view TLC: Tables, Ladders and Chairs. Pour toutes les autres éditions, voir WWE TLC: Tables, Ladders & Chairs.
L'édition 2015 de TLC: Tables, Ladders and Chairs est un Premium Live Event de catch (lutte professionnelle) produit par la World Wrestling Entertainment, une fédération de catch américaine qui est télédiffusée et visible en paiement à la séance sur le WWE Network, ainsi que gratuitement sur la chaîne de télévision française AB1. L'événement a eu lieu le 13 décembre 2015 au TD Garden à Boston (Massachusetts). Il s'agit de la septième édition de TLC: Tables, Ladders and Chairs, événement annuel qui, comme son nom indique, propose un ou plusieurs TLC match en tête d'affiche.

## Contexte
Les spectacles de la World Wrestling Entertainment (WWE) sont constitués de matchs aux résultats prédéterminés par les scénaristes de la WWE. Ces rencontres sont justifiées par des storylines – une rivalité avec un catcheur, la plupart du temps – ou par des qualifications survenues dans les shows de la WWE telles que Raw, SmackDown et NXT. Tous les catcheurs possèdent une gimmick, c'est-à-dire qu'ils incarnent un personnage gentil (Face) ou méchant (Heel), qui évolue au fil des rencontres. Un événement comme TLC: Tables, Ladders and Chairs est donc un événement tournant pour les différentes storylines en cours,.

### Sheamus (c) contre Roman Reigns
Le 22 novembre aux Survivor Series, Roman Reigns devient le nouveau champion du monde poids-lourds de la WWE en battant son partenaire du Shield, Dean Ambrose, en finale du tournoi dans lequel la ceinture avait été rendue vacante à la suite de la blessure de Seth Rollins. Après le combat, Triple H veut le féliciter, mais il lui porte un Spear puis il ne conserve pas sa ceinture, battu par Sheamus qui a utilisé sa mallette sur lui. Le lendemain à Raw, le directeur des opérations de la compagnie annonce officiellement un match revanche entre le champion irlandais et le Samoan pour la ceinture dans un TLC match au PLE.

### Charlotte (c) contre Paige
Le 22 novembre aux Survivor Series, Charlotte, la championne des Divas, conserve son titre en battant Paige par soumission. Le lendemain à Raw, la catcheuse britannique montre une vidéo dans laquelle la victoire de The Queen la veille était illégale, car elle avait les bras sous les cordes du ring pendant sa prise de soumission. En raison de la révélation de la vidéo, il est annoncé que Paige aura droit à un match revanche pour la ceinture. Plus tard dans la soirée, les deux catcheuses s'affrontent, mais aucune des deux ne gagne, car la rencontre se termine par un double décompte extérieur. Le 7 décembre à Raw, le match revanche entre les deux catcheuses pour la ceinture au PLE est annoncé.

### Kevin Owens (c) contre Dean Ambrose
Le 22 novembre aux Survivor Series, Dean Ambrose bat le champion Intercontinental, Kevin Owens, en demi-finale du tournoi pour le titre mondial poids-lourds vacant, mais ne remporte pas la ceinture, battu par Roman Reigns en finale. 4 soirs plus tard à SmackDown Live, il bat Dolph Ziggler et Tyler Breeze dans un Triple Threat match et devient aspirant no 1 à la ceinture du catcheur canadien au PLE.

## Tableau des matchs
| Ordre par numéros | Résultat | Stipulation(s)                                                         | Temps |
| --- | --- | ---------------------------------------------------------------------- | ----- |
| 1P | Sasha Banks (avec Naomi et Tamina) bat Becky Lynch, | Match simple                                                           | 11:43 |
| 2 | The New Day (Kofi Kingston et Big E) (c) (avec Xavier Woods) bat The Lucha Dragons (Kalisto et Sin Cara) et The Usos (Jimmy et Jey),                                          | Triple Threat Tag Team Ladder match pour les WWE Tag Team Championship | 17:40 |
| 3 | Rusev (avec Lana) bat Ryback par K.O, | Match simple                                                           | 07:56 |
| 4 | Alberto Del Rio (c) bat Jack Swagger, | Chairs match pour le WWE United States Championship                    | 11:11 |
| 5 | The Wyatt Family (Bray Wyatt, Luke Harper, Erick Rowan et Braun Strowman) battent ECW Originals (Tommy Dreamer, Rhyno) et The Dudley Boyz (Bubba Ray Dudley et D-Von Dudley), | 8-Man Elimination Tag Team Tables match                                | 12:29 |
| 6 | Dean Ambrose bat Kevin Owens (c), | Match simple pour le WWE Intercontinental Championship                 | 09:52 |
| 7 | Charlotte (c) (avec Ric Flair) bat Paige, | Match simple pour le WWE Divas Championship                            | 10:39 |
| 8 | Sheamus (c) bat Roman Reigns, | TLC match pour le WWE World Heavyweight Championship                   | 23:58 |
| La lettre C placée entre parenthèses désigne la personne ou l’équipe championne en titre. P – indique que le match a eu lieu lors du pré-show | |                                                                        |       |

### Éliminations du8-Men Elimination Tag Team Tables match
| Éliminés   | Catcheur                                                     | Équipe                                                       | Éliminé par                                                  | Manière d'élimination                                        | Temps                                                        |
| ---------- | ------------------------------------------------------------ | ------------------------------------------------------------ | ------------------------------------------------------------ | ------------------------------------------------------------ | ------------------------------------------------------------ |
| 1          | Erick Rowan                                                  | The Wyatt Family                                             | Dudley Boyz                                                  | Après leur 3D                                                | 4:10                                                         |
| 2          | Rhyno                                                        | ECW Originals                                                | Luke Harper                                                  | Après un Big Boot                                            | 6:25                                                         |
| 3          | D-Von Dudley                                                 | ECW Originals                                                | Bray Wyatt                                                   | Après un Side slam                                           | 8:26                                                         |
| 4          | Tommy Dreamer                                                | ECW Originals                                                | Luke Harper                                                  | Après un Suicide Dive                                        | 10:41                                                        |
| 5          | Bubba Ray Dudley                                             | ECW Originals                                                | Braun Strowman                                               | Après un Chokeslam                                           | 12:30                                                        |
| Vainqueurs | Bray Wyatt, Luke Harper et Braun Strowman (The Wyatt Family) | Bray Wyatt, Luke Harper et Braun Strowman (The Wyatt Family) | Bray Wyatt, Luke Harper et Braun Strowman (The Wyatt Family) | Bray Wyatt, Luke Harper et Braun Strowman (The Wyatt Family) | Bray Wyatt, Luke Harper et Braun Strowman (The Wyatt Family) |